# Centrale nucleare William States Lee III
La centrale nucleare William States Lee III è una futura centrale nucleare americana, situata nella Contea di Cherokee in Carolina del Sud, sorge a poca distanza dalla centrale non conclusa di Cherokee, l'impianto è  intitolato a William States Lee III, ex amministratore delegato della Duke Energy. La centrale sarà composta da due reattori AP1000 per circa 2200MW di potenza.